# 第52戦闘航空団
第52戦闘航空団 (Jagdgeschwader 52) (JG 52) は、第二次世界大戦中のドイツ空軍が有した戦闘航空団の1つ。大戦を通じて全戦闘航空団中最多の10,000機以上を撃墜した。航空史上の撃墜数上位3位までを占めるエーリヒ・ハルトマン、ゲルハルト・バルクホルン、ギュンター・ラルらが所属していた。この部隊は大戦を通してもっぱらメッサーシュミット Bf109を運用していた。

## 歴史

### 西部戦線
まず初めに JG 52 はフランスの戦いとバトル・オブ・ブリテンに参加した。この頃、戦闘航空団には2つの飛行隊しか所属していなかった。ほとんどの戦闘航空団は3つの飛行隊で構成されている。攻勢時の JG52 の戦果は平凡だった。
1940年の終わりまでに、この部隊は累計で177機の戦果をあげたが、代償としてバトル・オブ・ブリテンのみにおいて53名のパイロットが戦死するか捕虜となり失われた。

### 東部戦線
バルバロッサ作戦の始まりとともに JG 52 は東部へと配置転換し、着実に戦果を重ね始めた。JG52 は1941年から1944年にかけては主にウクライナ南部とロシア中央前線を拠点とし、南方軍集団を支援した。
1941年9月、航空団は500機目の撃墜を達成した。うち323機は東部戦線のものであった。
当初、JG52第I飛行隊 は西方に留め置かれ、北ヨーロッパの沿岸部を守った。エーリッヒ・ヴォイトケの指揮する第II飛行隊は第27戦闘航空団(JG 27)を支援し、攻勢最初の数ヶ月で270機の戦果をあげている。第III飛行隊はロシア前線において最も南の飛行隊で、行動範囲は黒海沿岸に限られていた。
1941年から1942年にかけて、ドイツ空軍は不十分な装備と訓練の無数のソビエト空軍を迎え撃ったため、整った装備と経験を積んだ JG52 のパイロットたちは多大な個人撃墜数を重ねた。1941年6月から12月にかけて、この航空団は49機を空中戦で失い5機が地上で破壊されるのと引き換えに881機のソビエト機を破壊した。
1942年初頭から JG52 は第3戦闘航空団(JG 3)と共同で東部戦線の広大な南部において戦闘機による支援を行った。この頃の JG52 の成功は、20人以上の騎士鉄十字章受章者（うち7人は柏葉付）輩出したことに現れている。
1942年5月8日には1,500機撃墜を達成。同年6月までに2,000機に達した。

### コーカサスとスターリングラードの攻勢
1942年7月中旬、飛行隊は新たに Bf109G で再装備し、引き続き装甲部隊のコーカサス奥深くへの攻勢を支援した。この頃、第I飛行隊は火消し部隊として緊急かつ迅速に支援を必要とする地域へと送られ、黒海のケルチ半島からモスクワ正面にかけての範囲を行き来し続けた。1942年9月にはこの飛行隊は700機撃墜に達した。
スターリングラード攻防戦の終盤において JG52 は直接は関与しなかったが、第III飛行隊は1942年8月から9月にかけてのコーカサス南部油田への前進に参加し、第II飛行隊は1942年末頃の第4装甲軍の失敗に終わった包囲突破を支援した。この間の1942年12月10日に JG 52 の撃墜数は4,000に達した。
1943年の上半期はケルチ海峡とクリミア半島を中心に行動し、5月中旬には JG52 の第II飛行隊と第III飛行隊に第17軍の退路を守る重要な任務が与えられた。4月20日にはギュンター・ラルが戦闘航空団にとって5,000機目となる戦果をあげた。

### クルスクの攻勢
1943年7月にJG52の第I飛行隊と第III飛行隊はクルスクの戦いに備えてウクライナへと移動した。この攻勢には8つの飛行隊が参加しその内の2つを占め、JG52 の戦果は6,000機に達した。第2飛行中隊の Johannes Wiese は1日に12機のソ連機を撃墜した。しかし、第7飛行中隊のヴァルター・クルピンスキーは11機の誤解ではないかと主張している。
この頃になると、ソビエト空軍のYak-9やLa-5FNなどの新世代の航空機と改善された戦術により、過労のベテランドイツ空軍パイロットは多大な犠牲を出し始めていた。

### 守勢において
1943年8月に JG3 が撤退すると、JG52 は東部戦線に残されたただ一つの戦闘航空団となった。JG52 は前線の仮設飛行場を絶えず移動し、しばしばソビエト装甲軍に蹂躙される危険に晒された。
1943年11月のドニエプル川の戦いでキエフが失われ東部戦線南方の均衡が崩れると、JG52 は全体で再び各地の防衛強化に当たった。1943年12月には JG52 の戦果は8,000機に達した。ウーマニ地区では、第III飛行隊が60日間に50機を撃墜した。第III飛行隊は最も成功した飛行隊で、1944年3月21日には戦果が3,500機となった。第III飛行隊はその月末までポーランドを拠点としていた。
1944年5月10日には9,000機目の戦果をあげ、1944年9月2日にはアドルフ・ボルヒャースにより10,000機撃墜を越えた。1944年5月に最後のドイツ兵がクリミアから去るより1週間早く、第II飛行隊は撤退している。砲撃と絶え間ない空襲が駐機中の航空機に損失を引き起こしており、まもなくルーマニアへの退却へと続いた。ここでは新たな敵が見出された。アメリカ陸軍航空軍の第15空軍によるプロイェシュティ油田爆撃である。6週間の防空戦によりアメリカ軍機を15機撃墜したが、この時に第II飛行隊の稼働機は9機にまで減少した。
連合国軍によるノルマンディー上陸作戦に際しては、JG52 から3つの飛行中隊が西部戦線へと引き抜かれた。代わって新たに加わった2・4・7飛行中隊は年内に稼働を開始し、各飛行隊は4つの飛行中隊へと拡大した。第II飛行隊はこの間に第51戦闘航空団(JG 51)の一部となり中央軍集団を支援した。
1945年春、第I飛行隊と第III飛行隊はチェコスロバキアに配置され、第II飛行隊はオーストリアを拠点とした。
終戦時、JG52 の第I飛行隊と第III飛行隊の将兵の大部分はアメリカ軍に降伏したがソ連赤軍に引き渡され、見せしめの裁判の後に長年収監された。

## 業績
戦果の大半はソビエト空軍との戦いにより得られた。しかし、戦争の終盤にはオーストリア上空においてアメリカ陸軍航空軍を相手にすることもあった。
1944年後期から1945年5月までの記録が破棄されたため JG52 の戦果を正確に評価することはできない，この戦果のためにパイロットは678名が戦死した。
だが、JG 52の戦果は嘘があると指摘されることもある、特にソ連空軍は三万機しかないのに一万機を墜落したことがほぼ不可能である。個人履歴を粉飾するため集団的に嘘を作っていると戦後の歴史家たちから指摘されている。
JG52 は航空史上最高スコアのエース3名を生み出した。これらのパイロットの多くは戦後ソビエトにおいて10年以下の懲役刑に処され、352機撃墜のエーリヒ・ハルトマンは1955年まで収監された。

## 外国人の隊員

クロアチア空軍部隊のシロツメグサのインシグニア。ドイツ空軍のバルケンクロイツの上に書き足す形で描かれた。

JG52 もまた他の枢軸国空軍と結びつきを持っていた。JG52第13飛行中隊のスロバキア空軍パイロットは1943年の東部戦線において Bf109G で飛び215機を撃墜した。クロアチアのパイロットはクロアチア空軍部隊として第15飛行中隊を編成し、5,000の作戦行動で300機を撃墜した。

## 部隊編成と指揮官

### 航空団司令
- メアハルト・フォン・ベルネック少佐（Merhart von Bernegg, 1939年8月19日 - 1940年8月18日）
- ハンス・トリューベンバッハ少佐（Hanns Trübenbach, 1940年8月19日 - 1941年10月10日）
- ヴィルヘルム・レスマン 少佐（Wilhelm Lessmann, 1941年10月15日 - 1942年6月2日）
- フリードリヒ・ベック（英語版）中佐（1942年6月3日 - 1942年6月21日）
- ヘルベルト・イーレフェルト少佐（1942年6月22日 - 1942年10月28日）
- ディートリヒ・フラバク中佐（1942年11月1日 - 1944年9月30日）
- ヘルマン・グラーフ中佐（1944年10月1日 - 1945年5月8日）

### 飛行隊長

#### 第I飛行隊
- ディートリッヒ・グラーフ・フォン・プフェイル・ウント・クライン＝エルグーツ大尉（Dietrich Graf von Pfeil und Klein-Ellguth, 1939年11月1日 - 1939年11月21日）
- ジークフリート・フォン・エッシュヴェーゲ大尉（Siegfried von Eschwege, 1939年12月1日 - 1940年8月26日）
- ヴォルフガング・エヴァルト大尉 （1940年8月27日 - 1941年5月24日）
- カール＝ハインツ・レスマン大尉（1941年5月25日 - 1941年11月6日）
- カール・ロンメル中尉（Carl Lommel, 代理 1941年11月6日 - 1942年5月6日）
- カール＝ハインツ・レスマン大尉（1942年5月6日 - 1942年6月13日）
- ヘルムート・ベンネマン大尉（1942年6月14日 - 1943年11月12日）
- ヨハネス・ヴィーゼ大尉（代理 1943年5月11日 - 1943年11月12日）
- ヨハネス・ヴィーゼ大尉（1943年11月13日 - 1944年5月20日）
- アドルフ・ボルヒャース大尉（1944年6月11日 - 1945年1月31日）
- エーリヒ・ハルトマン大尉（1945年2月1日 - 1945年5月8日）

#### 第II飛行隊
- ハンス＝ギュンター・フォン・コルナツキ大尉（Hans-Günther von Kornatzki, 1939年9月1日 - 1940年8月26日）
- ヴィルヘルム・エンスレン大尉（Wilhelm Ensslen, 1940年8月27日 - 1940年11月2日）
- エーリッヒ・ヴォイトケ（英語版）大尉（1940年11月3日 - 1942年2月28日）
- ヨハネス・シュタインホフ大尉（1942年3月1日 - 1943年3月24日）
- ヘルムート・キューレ大尉（Helmut Kühle, 1943年3月25日 - 1943年8月31日）
- ゲルハルト・バルクホルン大尉（1943年9月1日 - 1945年1月15日）
- ヘルムート・リップフェルト大尉（代理 1944年6月1日 - 1944年10月）
- エーリヒ・ハルトマン大尉（代理 1945年1月16日 - 1945年1月31日）
- ヴィルヘルム・バッツ大尉（1945年2月1日 - 1945年5月8日）

#### 第III飛行隊
- ヴォルフ＝ハインリッヒ・フォン・ホウヴァルト大尉（Wolf-Heinrich von Houwald, 1940年3月1日 - 1940年7月24日）
- アレクサンダー・フォン・ヴィンテルフェルト少佐（Alexander von Winterfeldt, 1940年8月1日 - 1940年10月6日）
- ゴットハルト・ハンドリック少佐（1940年10月7日 - 1941年6月22日）
- アルベルト・ブルーメンザーント少佐（Albert Blumensaat, 1941年6月23日 - 1941年9月30日）
- フーベルタス・フォン・ボニン少佐（1941年10月1日 - 1943年7月5日）
- ギュンター・ラル大尉（1943年7月6日 - 1944年4月18日）
- ヴィルヘルム・バッツ少佐（1944年4月19日 - 1945年1月31日）
- アドルフ・ボルヒャース大尉（1945年2月1日 – 1945年5月8日）